# Villanova d'Asti
Villanova d'Asti är en ort och kommun i provinsen Asti i regionen Piemonte i Italien. Kommunen hade 5 675 invånare (2018).